# Santa Maria de Vilanova de la Sal
Santa Maria de Vilanova de la Sal és una església neoclàssica de Vilanova de la Sal, al municipi de les Avellanes i Santa Linya (Noguera) protegida com a bé cultural d'interès local.

## Descripció
L'església parroquial de Santa Maria està ubicada al centre del nucli de Vilanova de la Sal, agregat del municipi Avellanes-Santa Linya. Es tracta d'un edifici aïllat (exempt) tot i que dins del nucli urbà de Vilanova de la Sal. Tot i que amb notícies històriques al segle XIV, el temple actual és fruit d'importants reformes al segle XVIII i el segle XIX.

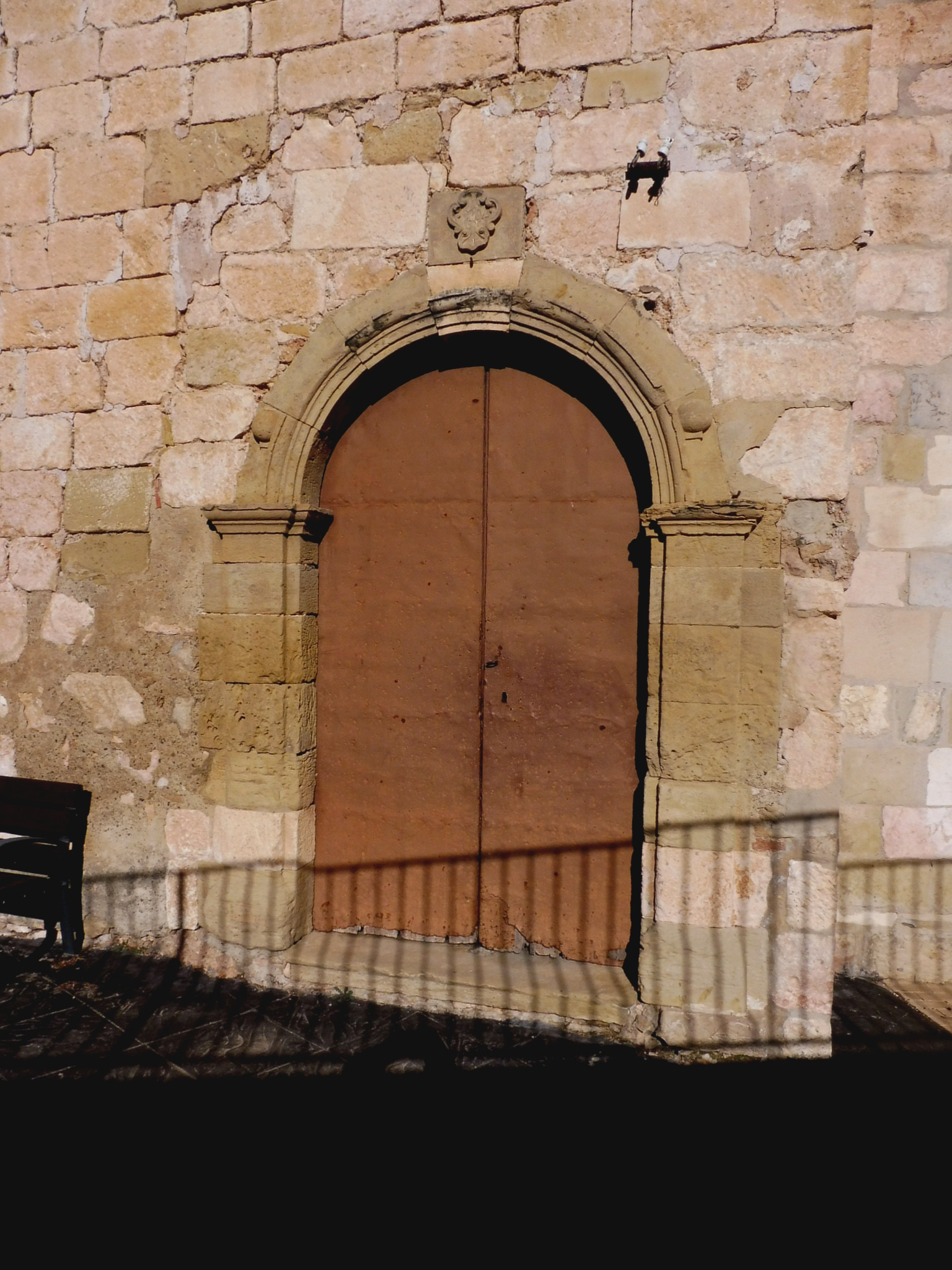
La portada actual

La façana principal original, a la banda oest, compta amb la portada actualment tapiada (probablement a arran de l'obertura de la nova portada, l'any 1804). És adovellada sense pilastres, també compta amb dues finestres quadrades també tapiades i un rosetó de tendència triangular. La porta actual de l'església està situada al costat de l'evangeli i és formada per un arc de mig punt adovellat, d'intradós motllurat, sostingut per pilastres adossades i ornamentat per relleus simples (flors de lis, un colom i petits escuts).
Es tracta d'un temple d'una sola nau amb capelles laterals i transsepte. Els arcs són de mig punt i torals. Tots els espais són coberts per voltes de canó: la nau, el transsepte, la capçalera i la sagristia. El cor està situat als peus de la nau. El campanar, de torre, és emplaçat al costat de la capçalera i és format per dos cossos de secció octogonal. Tot el conjunt és fet amb pedra d'aparell ben escairat, polit i disposat en filades regulars, a excepció de la torre del campanar, feta amb carreus de mida irregular tot i que disposats regularment.
Adossada al primer cos de la torre i per damunt de la nau de l'església hi havia una galeria formada per sis arcades de mig punt, que va ser desmuntada i ja no existeix en l'actualitat. Els panys de mur d'aquesta galeria superior, així com d'algun annex a l'edifici principal, eren fets d'obra i arrebossats.

## Història
La primera referència històrica de l'església és de 1391. L'edifici fou refet cap a les darreries del segle xviii, resultant molt difícil verificar si en resta algun element originari romànic. L'any 1803 es van traslladar a aquesta església algunes peces procedents de l'església romànica de Santa Margarida de Privà. L'any 1804 es realitza el canvi de portada, passa de la façana oest a la banda sud, al costat de l'evangeli.
Darrerament s'han descobert en aquest temple documents de Bellpuig de les Avellanes d'entre el segle XII i la desamortització de Mendizábal.